# 警視庁 (内務省)

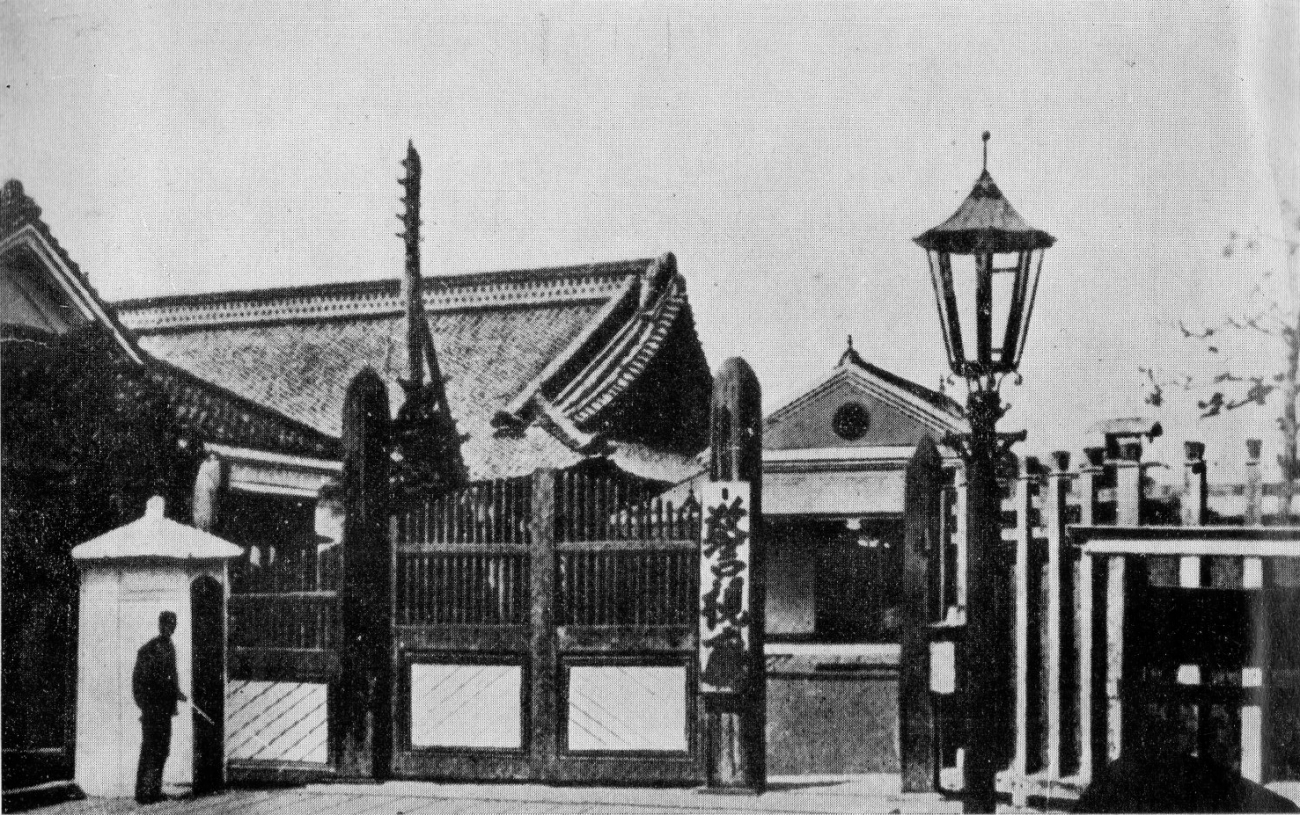
鍛冶橋第一次庁舎（旧津山藩江戸藩邸）。1874年（明治7年）1月15日から1882年（明治15年）12月4日まで使用。

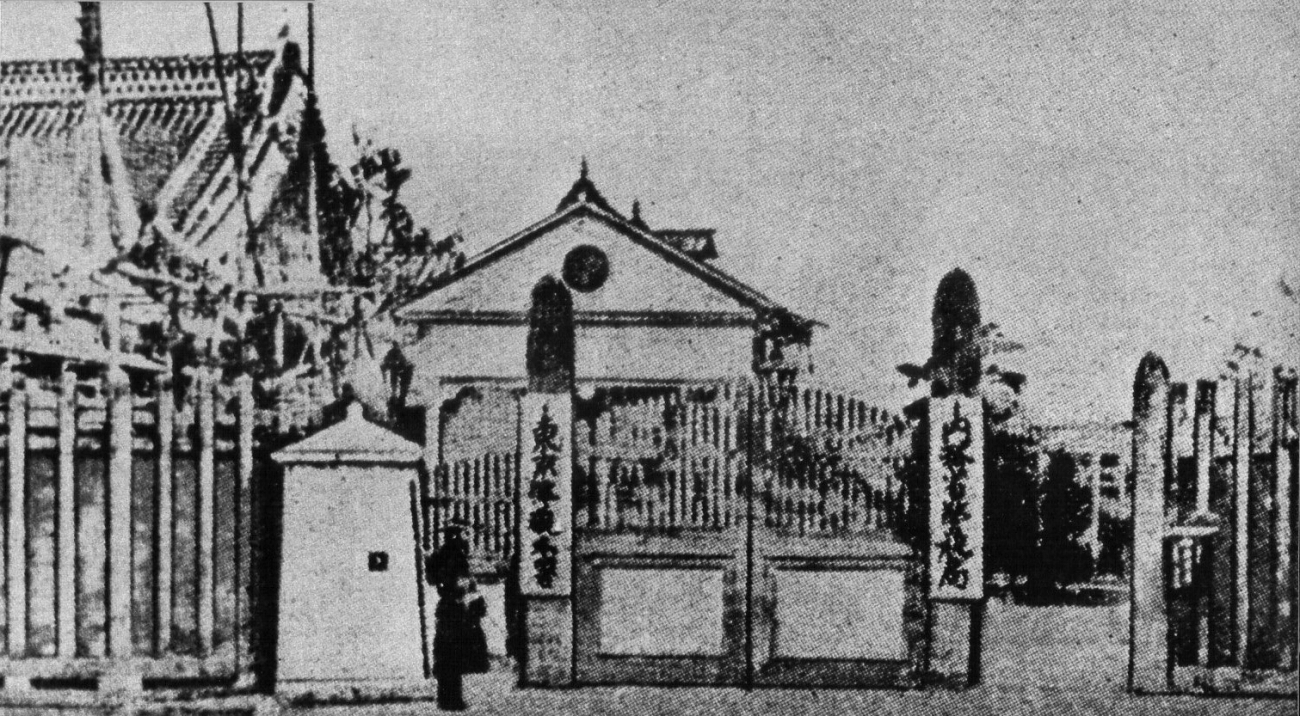
1877年（明治10年）1月11日から1881年（明治14年）1月14日まで、内務省警視局「東京警視本署」に改編された。庁舎はそのまま使用。

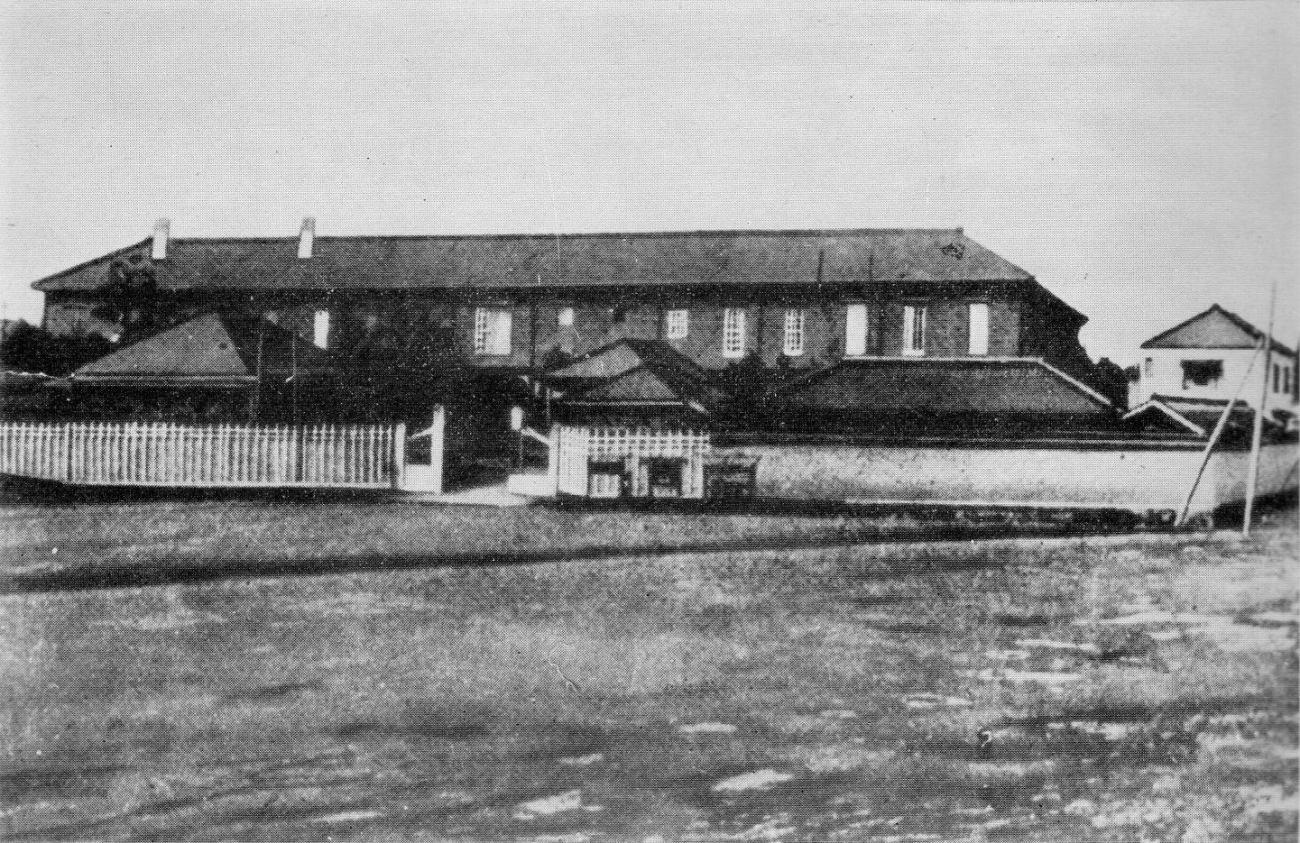
鍛冶橋第二次庁舎。1882年（明治15年）12月4日から1911年（明治44年）3月30日まで使用。

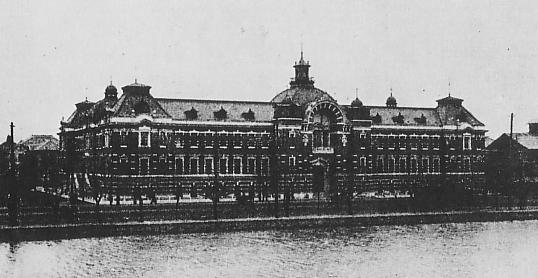
日比谷赤煉瓦庁舎。1911年（明治44年）3月30日から1923年（大正12年）9月1日まで使用。

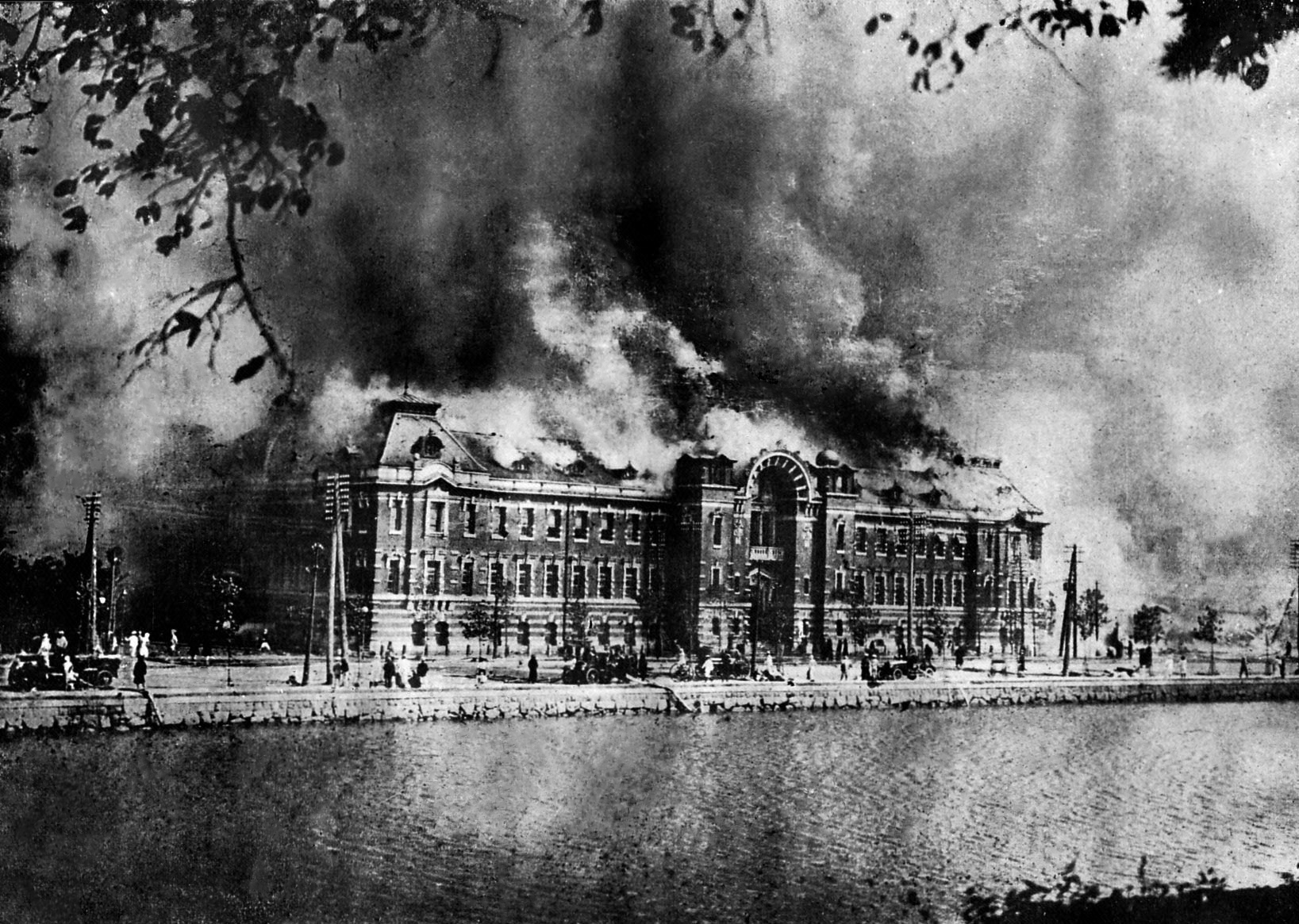
関東大震災による火災で炎上する日比谷赤煉瓦庁舎。1923年（大正12年）9月1日。

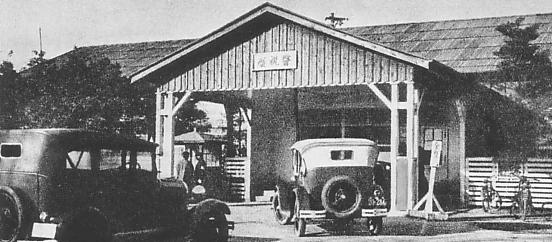
関東大震災後の仮庁舎。1930年（昭和5年）。

警視庁（けいしちょう、旧字体：警視󠄁廳）は、1874年（明治7年）から1948年（昭和23年）まで存在した東京府（後に東京都）の警察を管轄する内務省の地方官庁である。自治体警察（1948年-1954年）になる前の「東京警視庁」とも呼ばれた組織である。

## 概要
1874年（明治7年）1月15日、鍛冶橋内旧津山藩江戸藩邸に設置され、旧薩摩藩士の川路利良が初代大警視（後の警視総監）に任じられた。
警視長 - 三等、以下、大警視 - 五等、権大警視 - 七等、少警視 - 八等、権少警視 - 九等、権大警部 - 十等、中警部 - 十一等、権中警部 - 十二等、少警部 - 十三等、権少警部 - 十四等、などの官等と職制、事務年程が制定された。
府内を6大区に、各大区を16小区に分け、大区に警視出張所を、小区に邏卒屯所を配置した。2月2日に邏卒を「巡査」と改称した。
東京以外の府県警察部は知事が管轄していたが、東京に関しては内務省が直接警視庁を置き統制下においた。当時の東京府は予算以外に警察に関する権限がなかった（現在も、各警察への指揮命令権は国の機関である警察庁にある）。
太平洋戦争での日本の敗戦後、日本の占領統治を担った連合国軍最高司令官総司令部（GHQ）の公安課は、警察制度改革の一環として首都警察である警視庁の特権的地位を剥奪するために、1947年（昭和22年）9月30日付覚書で警視庁 (内務省)を自治体警察にすべきと指示。1948年（昭和23年）3月7日、旧警察法が施行され日本の警察組織は国家地方警察と自治体警察の2本立てとなり、警視庁 (内務省)は、国家地方警察東京都本部、特別区（23区）を管轄する警視庁 (旧警察法)、市町村自治体警察に解体・廃止された。この際、GHQは警視庁の名称を他の都市の自治体警察が使用することに反対しないことを条件に、東京23区を管轄する自治体警察が「警視庁」の名称を用いることを許可している。
その後、日本の主権回復後の1954年（昭和29年）7月1日、新警察法の施行により、国家地方警察と自治体警察が廃止となり、警察庁と都道府県警察に再編成され、再び警察組織が一本化される。これにより、国家地方警察東京都本部（15署）と警視庁 (旧警察法)、八王子市警察などの4市警察が廃止・統合され、再び東京都全域を管轄とした現在の警視庁に再編成されている。

## 東京警視本署
警視庁発足時から各地で士族反乱が発生し、地方の警察力では対処できなかった。政府は全国の警察を一元化するため、1877年（明治10年）1月11日に警視庁を廃止し、内務省警視局直轄の東京警視本署へと改編した。（庁舎はそのまま使用された）
川路利良大警視は内務省に対し兵器の貯蔵を上申し、東京警視本署は陸軍省から7000挺の小銃を借用して、陸軍将校の派遣を受け、軍事訓練を行った。1877年（明治10年）、最大の士族反乱となった西南戦争に警視隊（9500名）を編成して従軍し、陸軍を支援した。
西南戦争終戦後、国内の治安が安定すると、武断的な警察に批判が高まり、1881年（明治14年）1月14日に警視庁が再設置され、本来の警察業務に戻った。

## 警視総監の地位
警視総監は東京府知事と同じ勅任官であったが、俸給は府知事よりも多く（内務次官、陸海軍中将と同額）、警視総監の方が格上とみなされていた。後に東京都制が施行され、親任官の東京都長官（俸給は国務大臣相当の待遇であり、また、1945年（昭和20年）8月23日の閣議了解で、必要に応じ閣議への参加も認められた）が置かれたことで逆転した。
また、警視総監は府県知事の「府県令」と同様の「警視庁令」という命令を発することができた。

## 沿革
以下の略年表は、主に『警視庁百年の歩み』の「警視庁略年表」を参考にしている。
- 1868年（明治元年）[5]
  - 4月16日 - 東征大総督府が薩摩藩ほか11藩から藩兵を拠出させ、江戸市中取締りを命じる。
  - 7月17日 - 東京府庁内に捕亡方、断獄方を設置。
  - 12月5日 - 政府は東京府を47区に分け、田安藩など30藩に兵を出させ巡邏を命じる。
- 1869年（明治2年）[5]
  - 11月15日 - 藩兵を府兵に改称し、東京府に府兵掛を設置（東京府達）。
- 1870年（明治3年）[5]
  - 12月 - 東京府が政府に西洋ポリス制度採用を政府に上申
- 1871年（明治4年）[5]
  - 10月23日 - 府兵が廃止され、東京府が邏卒3,000人による取締組を編成（東京府達）。邏卒には薩摩藩、長州藩、会津藩、越前藩、旧幕臣出身の士族が採用された[6]が、その内訳は薩摩藩出身者が2,000人、他が1,000人であり、日本警察に薩摩閥が形成される契機となった[7]。
  - 11月23日 - 取締組大体法則を制定。東京府を6大区に分け、大区ごとに取締出張所を設置し、屯所を96か所設置（東京府達）。
- 1872年（明治5年）[5]
  - 1月29日 - 大区取締出張所を大区役所と改称。
  - 5月13日 - 東京府に邏卒総長以下の官が置かれ、薩摩藩出身の川路利良が邏卒総長（第5大区）に任命される（太政官達）。
  - 5月19日 - 取締組を邏卒に改称し、正式官名とする（東京府達）。
  - 8月23日 - 全国の警察事務を中央が掌握することになり、東京府邏卒は司法省警保寮に移管。川路利良は司法省警保寮警保助兼大警視に任命される。
  - 8月29日 - 殺人犯人の写真撮影を開始。
  - 9月8日 - 欧州警察制度研究のため、川路大警視がフランスに出発
  - 10月28日 - 大区役所を大区警視出張所と改称（警保寮回達）。
- 1873年（明治6年）[5]
  - 1月25日- 東京府は市中取締りのために、番人を1180人採用。同年巡査制度が制定され、巡査は番人を監督した。
  - 9月 - 川路利良が政府に対し「警察制度改革の建議書」を提出。
  - 11月10日 - 内務省が設置される。
- 1874年（明治7年）
  - 1月9日 - 司法省警保寮が内務省に移管される。
  - 1月15日 - 川路利良の建議書が採用され、首都警保のために内務省管轄の東京警視庁が設置される。これにより日本初の近代的警察制度が発足する。
  - 1月27日 - 太政官特達により日本初の行政警察規則である「東京警視庁職制並びに事務章程」が制定され、警視庁の長たる警視長には川路大警視が任命される。同章程により国事犯については全て警視庁の長に執行権限が与えられ、これにより全国各地の士族反乱に際して、警視庁の警察官が各地に派遣されて、反乱の鎮圧と警戒警備にあたった。その権限は、1906年（明治39年）の警視庁官制改正まで全国におよんでいた。
- 1877年（明治10年）
  - - 士族反乱に対処するため、東京警視庁を廃止し、内務省直轄の東京警視本署へと改編。
  - - 西南戦争が勃発。東京警視本署に警視隊と抜刀隊を編成し、西郷軍征討に参加。
- 1881年（明治14年）
  - 1月14日 - 警視庁を再設置。
- 1925年（大正14年） - 本所相生警察署（東京市本所区本所相生町。当時の両国税務署の近く）が在郷軍人会・青年団と「国体警戒の協定」を締結。
- 1931年（昭和6年）
  - - 警視庁旧本部庁舎竣工。
- 1932年（昭和7年）
  - - 武装した海軍青年将校によって五・一五事件が発生し、総理大臣官邸、警視庁、日本銀行、変電所などを襲撃。これにより警視庁の警察官複数人が死傷。警視庁では警察官1万人を動員して徹夜で警戒。
- 1936年（昭和11年）
  - - 二・二六事件が発生し反乱軍によって警視庁や総理大臣官邸などが襲撃・占拠された。これにより麹町警察署が警視庁本部の代わりに機能する。また、神田錦町警察署（現：神田警察署）に「非常警備総司令部」を設置する。
- 1946年（昭和21年）
  - 1月24日 - 警視庁防護隊を設立。
  - 3月18日 - 警視庁は全国に先駆けて婦人警察官（現在の女性警察官）を63名採用した。婦人警察官第1期生は制服が間に合わず、モンペ姿で訓練していた。
  - 4月27日 - 婦人警察官第1期卒業式が田村町警察練習所で行われ、ニューヨーク市警前警視総監のルイス・ヴァレンタインによる査閲が行われた。
- 1948年（昭和23年）
  - 3月7日 - 旧警察法が施行され、警視庁 (内務省)は、国家地方警察東京都本部、特別区（23区）を管轄する警視庁 (旧警察法)、市町村自治体警察に解体・廃止される[3]。

## 組織
1935年（昭和10年）時点
- 総監官房
  - 情報課、会計課、文書課
- 警務部
  - 警務課、警衛課、特別警備隊
- 特別高等警察部

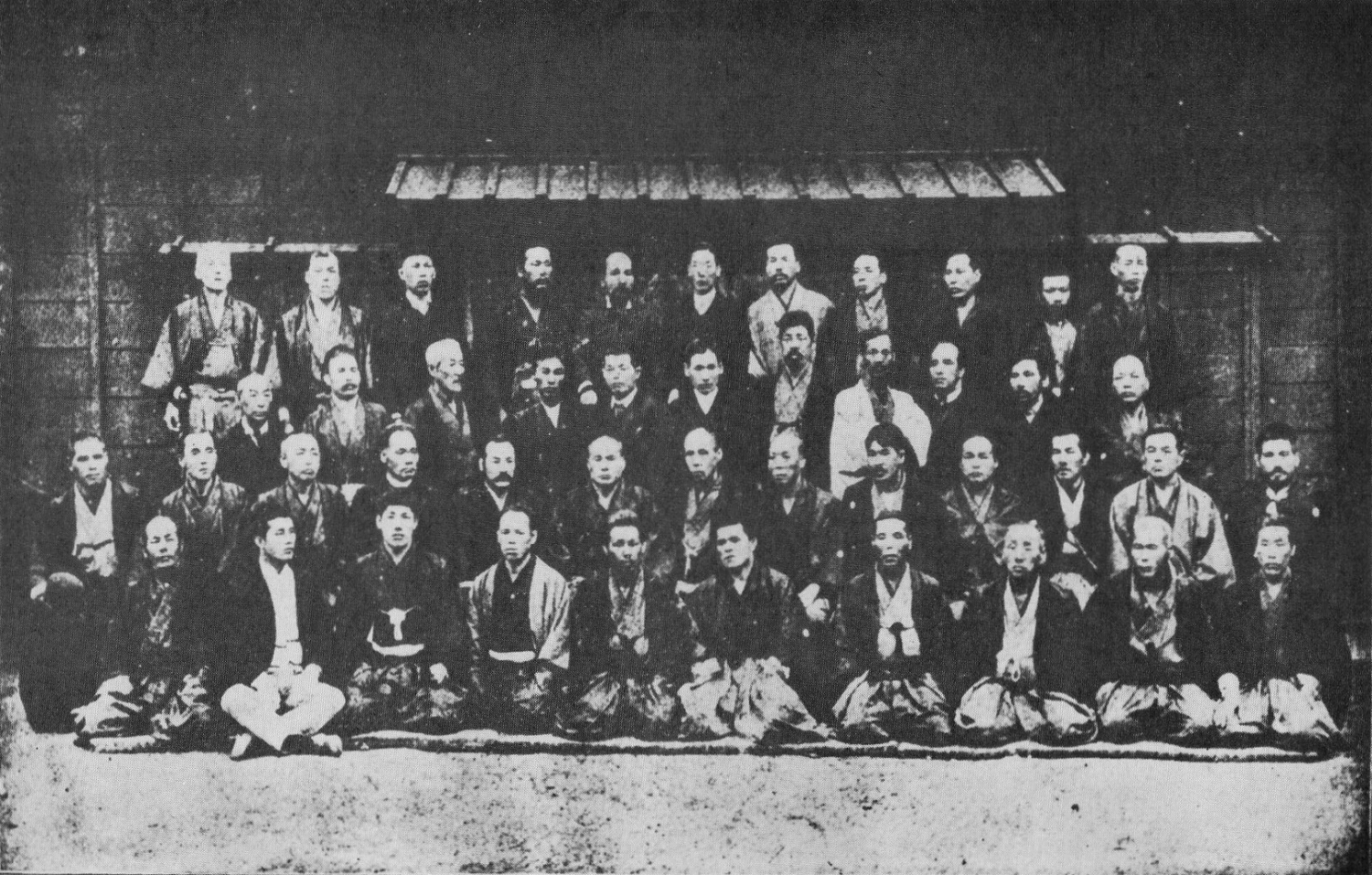
武術世話掛。1888年（明治21年）頃

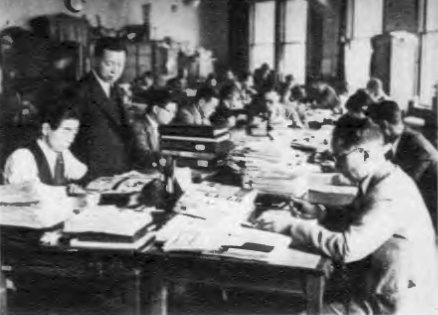
検閲課による検閲の様子。1938年（昭和13年）

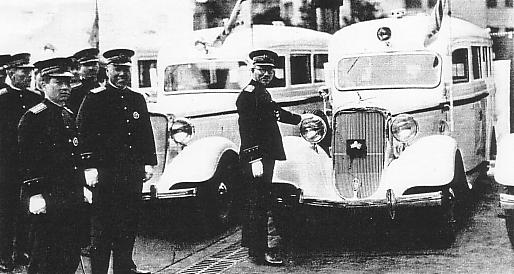
消防課の救急車（戦前）

  - 外事課、労働課、特別高等課、内鮮課、検閲課、調停課
- 刑事部
  - 捜査第一課、捜査第二課、庶務課、鑑識課、家出人収容所
- 保安部
  - 健康保険課、工場課、交通課、保安課、建築課
- 衛生部
  - 獣医課、防疫課、医務課、衛生検査所、衛生課
- 消防部
  - 監察課、消防課

## 警察署
1927年（昭和2年）時点
- 麹町麹町警察署
- 麹町日比谷警察署
- 神田西神田警察署
- 神田外神田警察署
- 日本橋久松警察署
- 日本橋堀留警察署
- 日本橋新場橋警察署
- 京橋築地警察署
- 京橋北紺屋警察署
- 京橋月島警察署
- 芝愛宕警察署
- 芝三田警察署
- 芝高輪警察署
- 麻布鳥居坂警察署
- 麻布六本木警察署
- 赤坂表町警察署
- 赤坂青山警察署
- 四谷警察署
- 牛込神楽坂警察署
- 牛込早稲田警察署
- 小石川富坂警察署
- 小石川大塚警察署
- 本郷本富士警察署
- 本郷駒込警察署
- 下谷上野警察署
- 下谷坂本警察署
- 下谷谷中警察署
- 浅草象潟警察署
- 浅草日本堤警察署
- 浅草南元町警察署
- 浅草七軒町警察署
- 本所相生警察署
- 本所太平警察署
- 本所原庭警察署
- 本所向島警察署
- 深川西平野警察署
- 深川扇橋警察署
- 深川洲崎警察署
- 東京水上警察署
- 品川警察署
- 大崎警察署
- 大森警察署
- 蒲田警察署
- 世田谷警察署
- 目黒警察署
- 淀橋警察署
- 千駄ヶ谷警察署
- 代々幡警察署
- 戸塚警察署
- 中野警察署
- 杉並警察署
- 渋谷警察署
- 巣鴨警察署
- 池袋警察署
- 高田警察署
- 滝野川警察署
- 王子警察署
- 尾久警察署
- 板橋警察署
- 南千住警察署
- 日暮里警察署
- 千住警察署
- 寺島警察署
- 亀有警察署
- 亀戸警察署
- 小松川警察署
- 八王子警察署
- 町田警察署
- 府中警察署
- 田無警察署
- 青梅警察署
- 五日市警察署
- 大島警察署
- 新島警察署
- 八丈島警察署
- 小笠原島警察署

## 歴代警視総監
1. 川路利良
2. 大山巌
3. 樺山資紀
4. 大迫貞清
5. 三島通庸
6. 折田平内
7. 田中光顕
8. 園田安賢
9. 山田為暄
10. 園田安賢（再任）
11. 西山志澄
12. 大浦兼武
13. 安楽兼道
14. 大浦兼武（再任）
15. 安立綱之
16. 関清英
17. 安楽兼道（再任）
18. 亀井英三郎
19. 安楽兼道（再任）
20. 川上親晴
21. 安楽兼道（再任）
22. 伊沢多喜男
23. 西久保弘道
24. 岡田文次
25. 岡喜七郎
26. 堀田貢
27. 赤池濃
28. 湯淺倉平
29. 赤池濃（再任）
30. 太田政弘
31. 宮田光雄
32. 長岡隆一郎
33. 丸山鶴吉
34. 高橋守雄
35. 長延連
36. 長谷川久一
37. 大野緑一郎
38. 藤沼庄平
39. 小栗一雄
40. 石田馨
41. 早川三郎
42. 横山助成
43. 斎藤樹
44. 安倍源基
45. 萱場軍蔵
46. 池田清
47. 安倍源基（再任）
48. 山崎巌
49. 留岡幸男
50. 吉永時次
51. 薄田美朝
52. 坂信彌
53. 町村金五
54. 坂信彌（再任）
55. 高野源進
56. 藤沼庄平（再任）
57. 鈴木幹雄
58. 広岡謙二
59. 門叶宗雄
60. 齋藤昇

## 主な事件
- 日比谷焼打事件
- 亀戸警察官電殺事件
- 東京・柳島自転車商一家殺人事件
- 李王世子暗殺未遂事件
- 閔元植暗殺事件
- 東京市電運転手連続殺傷事件
- 亀戸事件
- 甘粕事件
- 虎ノ門事件
- 関東大震災
- 向島連続少女殺人事件
- 京成電車疑獄事件
- 荏原警察署巡査殺害事件
- 血盟団事件
- 赤色ギャング事件
- 玉の井バラバラ殺人事件
- 五・一五事件
- 阿部定事件
- 多摩川流域軍需品窃盗団事件
- 首相官邸デモ事件
- プラカード事件
- 帝銀事件
- 富坂警察署襲撃事件
- 妻木松吉事件（説教強盗）